# Adelskalender
Adelskalender je seznam rychlobruslařů závodících ve víceboji (u mužů velký čtyřboj – 500, 1500, 5000 a 10 000 metrů, u žen malý čtyřboj – 500, 1500, 3000 a 5000 metrů) uspořádaný v bodovacím systému samalog podle ideálního osobního rekordu, kterého by dosáhli zajetím svých osobních rekordů na daných tratích v průběhu jednoho víceboje.

## Muži
Tabulka uvádí pořadí nejlepších deseti závodníků k 13. březnu 2020. Světové rekordy jsou označeny tučně.
| Poř. | Jméno                 | Země       | 500 m | 1500 m  | 5000 m  | 10 000 m | Počet bodů |
| ---- | --------------------- | ---------- | ----- | ------- | ------- | -------- | ---------- |
| 1.   | Patrick Roest         | Nizozemsko | 35,74 | 1:42,56 | 6:03,70 | 12:42,97 | 144,444    |
| 2.   | Shani Davis           | USA        | 34,78 | 1:41,04 | 6:10,49 | 13:05,94 | 144,806    |
| 3.   | Sven Kramer           | Nizozemsko | 36,17 | 1:43,54 | 6:03,32 | 12:38,89 | 144,959    |
| 4.   | Chad Hedrick          | USA        | 35,52 | 1:42,14 | 6:09,68 | 12:55,11 | 145,289    |
| 6.   | Sverre Lunde Pedersen | Norsko     | 35,85 | 1:42,39 | 6:07,16 | 12:56,91 | 145,541    |
| 7.   | Håvard Bøkko          | Norsko     | 35,75 | 1:42,67 | 6:09,94 | 12:53,89 | 145,661    |
| 7.   | Ted-Jan Bloemen       | Kanada     | 36,87 | 1:44,91 | 6:01,86 | 12:36,30 | 145,841    |
| 8.   | Denis Juskov          | Rusko      | 35,42 | 1:41,02 | 6:11,79 | 13:12,49 | 145,896    |
| 9.   | Koen Verweij          | Nizozemsko | 35,64 | 1:41,63 | 6:09,51 | 13:08,97 | 145,915    |
| 10.  | Ivan Skobrev          | Rusko      | 35,90 | 1:42,94 | 6:08,77 | 12:58,36 | 146,008    |

## Ženy
Tabulka uvádí pořadí nejlepších deseti závodnic k 13. březnu 2020. Světové rekordy jsou označeny tučně.
| Poř. | Jméno                  | Země       | 500 m | 1500 m  | 3000 m  | 5000 m  | Počet bodů |
| ---- | ---------------------- | ---------- | ----- | ------- | ------- | ------- | ---------- |
| 1.   | Cindy Klassenová       | Kanada     | 37,51 | 1:51,79 | 3:53,34 | 6:48,97 | 154,560    |
| 2.   | Miho Takagiová         | Japonsko   | 37,22 | 1:49,83 | 3:57,09 | 7:02,72 | 155,617    |
| 3.   | Martina Sáblíková      | Česko      | 39,23 | 1:53,44 | 3:52,02 | 6:41,18 | 155,831    |
| 4.   | Ireen Wüstová          | Nizozemsko | 38,44 | 1:50,70 | 3:58,01 | 6:54,28 | 156,436    |
| 5.   | Ivanie Blondinová      | Kanada     | 38,83 | 1:51,76 | 3:57,56 | 6:48,98 | 156,574    |
| 6.   | Anni Friesingerová     | Německo    | 37,77 | 1:53,09 | 3:58,52 | 6:58,39 | 157,058    |
| 7.   | Natalja Voroninová     | Rusko      | 39,66 | 1:55,58 | 3:54,06 | 6:39,02 | 157,098    |
| 8.   | Claudia Pechsteinová   | Německo    | 38,99 | 1:54,31 | 3:57,35 | 6:46,91 | 157,342    |
| 9.   | Carlijn Achtereekteová | Nizozemsko | 39,25 | 1:53,93 | 3:54,92 | 6:49,81 | 157,360    |
| 10.  | Antoinette de Jongová  | Nizozemsko | 38,52 | 1:53,67 | 3:56,18 | 6:56,26 | 157,399    |